# Gatunek semelparyczny
Gatunek semelparyczny – gatunek, którego przedstawiciele rozmnażają się raz w życiu. Proces rozmnażania ze względów ekologicznych i fizjologicznych kończy się śmiercią organizmu rodzicielskiego po wydaniu potomstwa. Przykłady: łosoś szlachetny, bambus, lobelia jeziorna, agawa.